# Renée & Renato
Renée & Renato var en italiensk duo bestående av en man och en kvinna. De är mest kända för att ha framfört låten Save Your Love från 1982 som under denna tid var populär i stora delar av Europa.
Renée heter egentligen Hilary Gibbon (tidigare Hilary Lester) och var född i Storbritannien, medan Renato Pagliari var från Rom i Italien.

### Fotnoter
1. ↑  Hans Johansson (13 december 2012). ”Hitmen med Europe och Neil Young” (på svenska). Svenska Yle. https://svenska.yle.fi/artikel/2012/12/13/hitmen-med-europe-och-neil-young. Läst 23 oktober 2019.